# Perry Berezan
Perry Edmund Berezan (Kanada, Alberta, Edmonton, 1964. december 5. –) profi jégkorongozó.

## Karrier
Komolyabb junior karrierjét az AJHL-ben a St. Albert Saints kezdte 1981-ben. Itt két évet játszott majd az Észak-Dakota Egyetemre ment tanulni és játszani két szezonra. Az 1983-as NHL-drafton a Calgary Flames választotta ki harmadik kör 55. helyén. 1984–1989 között játszott a Flamesben. Részese volt az 1986-os elvesztett Stanley-kupa döntőnek. Az 1988–1989-es szezon közben a Minnesota North Starshoz került. Itt játszott három idényt és kettő mérkőzést a IHL-es Kalamazoo Wingsbe két mérkőzésre. Szintén részese volt egy elbukott Stanley-kupa döntőnek, az 1991-esnek. A San Jose Sharks mint új csapat elvitte őt és két idényt játszott a csapatban. 1993-ban vonult vissza az IHL-es Kansas City Bladesből.